# Binh Duong
Binh Duong (på vietnamesiska Bình Dương) är en provins i södra Vietnam. Provinsen består av stadsdistriktet Thu Dau Mot (huvudstaden) och sex landsbygdsdistrikt: Ben Cat, Dau Tieng, Di An, Phu Giao, Tan Uyen samt Thuan An.